# Kota Belud

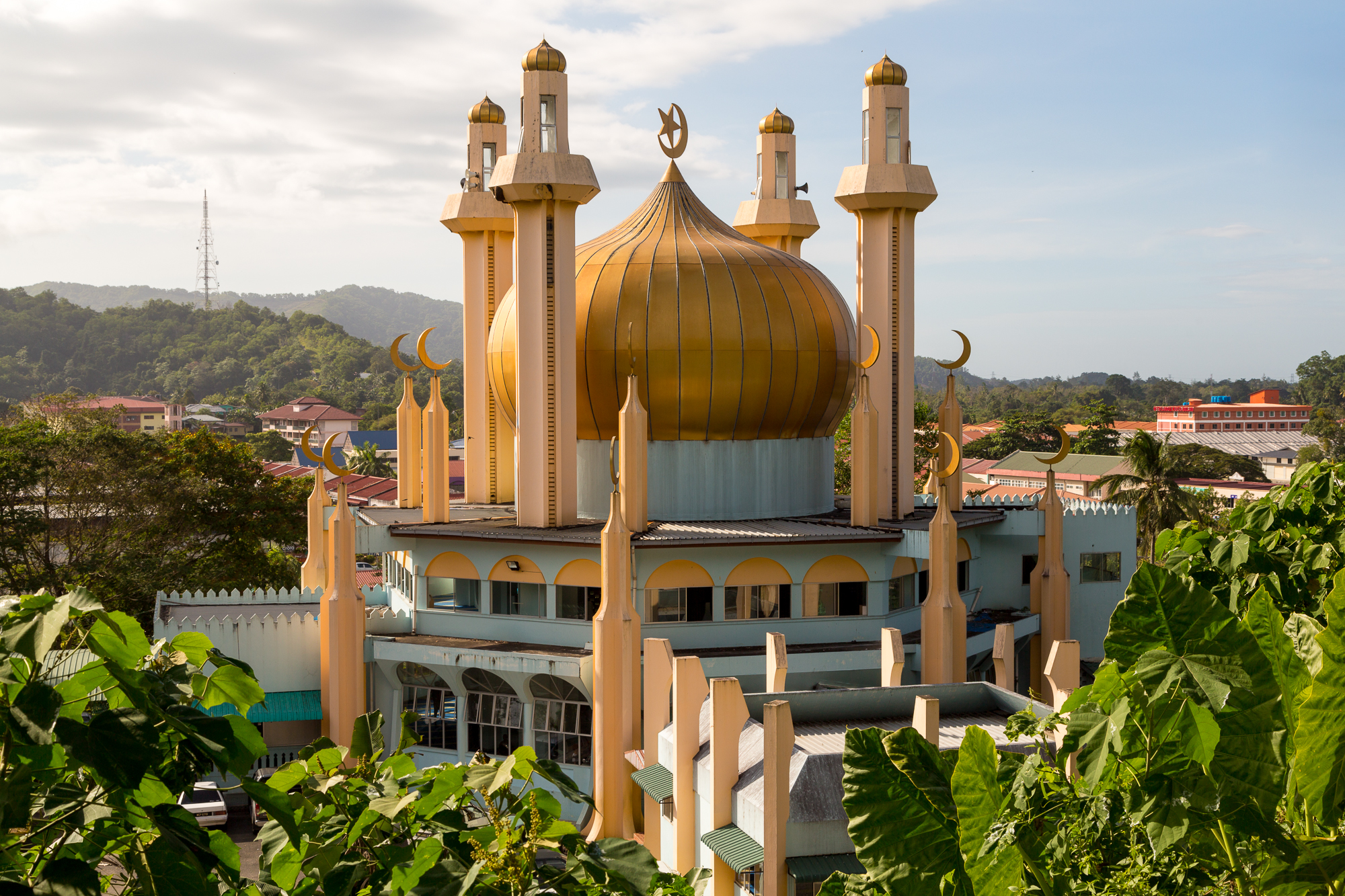
Moschee von Kota Belud

Kota Belud ist eine Stadt im malaysischen Bundesstaat Sabah. Kota Belud gehört zum gleichnamigen Verwaltungsbezirk (Distrikt Kota Belud) und liegt 70 Kilometer nördlich der Hauptstadt Kota Kinabalu. Die Stadt ist Teil des Gebietes West Coast Division, zu dem die Distrikte Kota Kinabalu, Ranau, Kota Belud, Tuaran, Penampang, Putatan und Papar gehören.

## Geographie
Kota Belud liegt im Norden der Insel Borneo zwischen Kota Kinabalu und Kudat.

## Verkehr
Über eine Straße ist die Stadt mit Kota Marudu im Nordosten und mit der Hauptstadt Kota Kinabalu im Südwesten verbunden.
Fähren setzten zu den Inseln vor der Küste über, so beispielsweise zu den Mantanani-Inseln.
Etwas entfernt von der Stadt gibt es den Flughafen Kota Belud.

## Demographie
Die Bevölkerung der Stadt Kota Belud beträgt 8.392 Einwohner, zu einem großen Teil Bajau.

## Sehenswürdigkeiten
Kota Belud ist bekannt für seinen riesigen tamu, einen Markt, der jeden Sonntag abgehalten wird. Pesta Kaamatan (Erntedankfest) und Tamu Besar (Der Große Markt) finden jährlich statt. Tamu Besar ist einer der farbenprächtigsten Festivals von Sabah. Die Bajau sind bei dieser Gelegenheit in ihre berühmten farbenfrohen Gewänder gekleidet, verkaufen ihre handwerklichen Erzeugnisse und zeigen ihre Reitkünste.

## Politik
Kota Belud gehört zum parlamentarischen Wahlbezirk „P.169 Kota Belud“. Bei den Parlamentswahlen in Malaysia 2013 errang hier der Kandidat der Koalitionsregierung Barisan Nasional Dato' Abd Rahman bin Dahlan den Sieg.